# Bonifika體育館

Bonifika體育館是一座位於斯洛維尼亞科佩爾的室內體育館，可容納3,000人。本體育館是Bonifika體育園區的一部分，園區還包含一座較小的田徑場、體育場和一座室內游泳池。 體育館為2013年歐洲籃球錦標賽比賽場館之一。

## 外部連結
- Bonifka體育館

45°32′36.54″N 13°43′36.48″E / 45.5434833°N 13.7268000°E